# T. C. Boyle

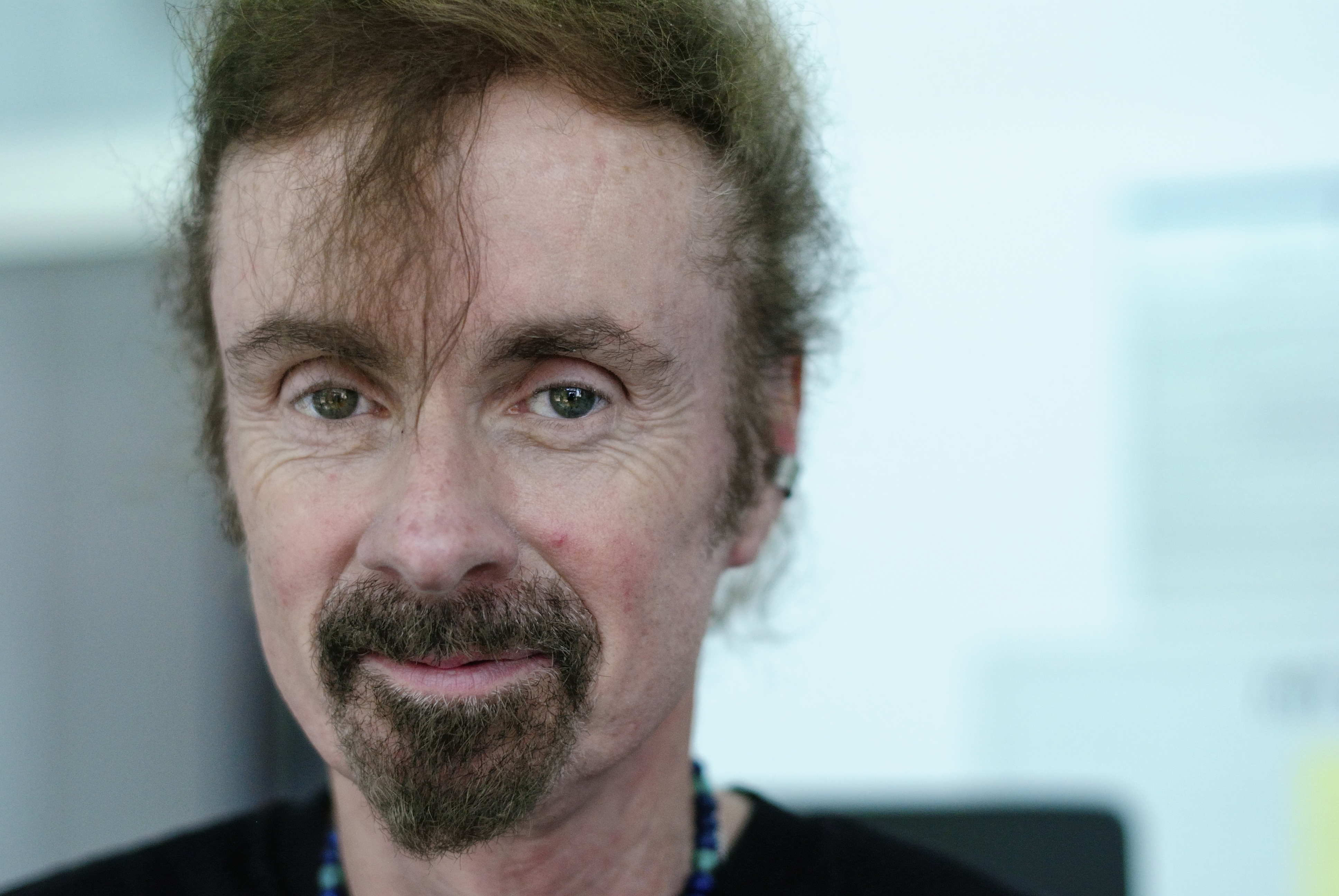
T. C. Boyle nach einer Lesung in Wien, 2012

Tom Coraghessan Boyle (* 2. Dezember 1948 in Peekskill, New York als Thomas John Boyle) ist ein US-amerikanischer Schriftsteller.

## Leben

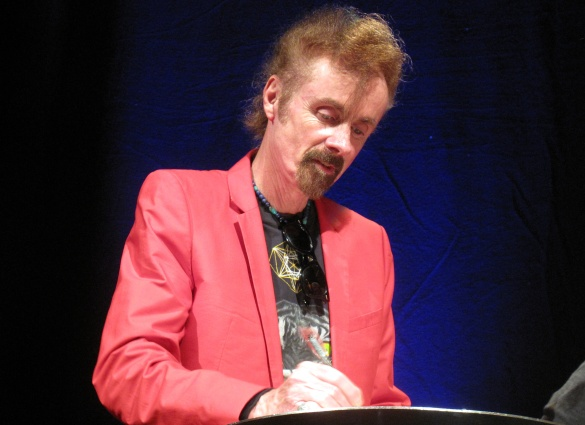
T. C. Boyle, München 2012

Tom Coraghessan Boyle wurde als Thomas John Boyle geboren. Den irischen Namen Coraghessan gab Boyle sich selbst mit 17 Jahren nach einem Vorfahren mütterlicherseits.
Boyle wuchs in schwierigen Verhältnissen auf, da beide Elternteile Alkoholiker waren. Sein Vater war von Beruf Busfahrer, seine Mutter ging einer Tätigkeit als Sekretärin nach. Beide Eltern waren katholisch und waren in Waisenhäusern aufgewachsen. Den High-School-Abschluss schaffte er nur knapp. Er handelte sich in den letzten Jahren auf der High School einen Ruf als Herumtreiber und Schulversager ein.
An der State University of New York studierte er Englisch und Geschichte und schloss 1968 mit dem Bachelor of Arts ab. Am College entdeckte er auch die Literatur und eine Vorliebe für Autoren wie Updike, Ibsen, Sartre und Camus. Außerdem begann er selbst zu schreiben und nahm an Kursen für Creative Writing teil. Nebenbei spielte er verschiedene Instrumente (Jazz und Popmusik). Über diese Zeit berichtet er in seinem autobiografischen Text „The Eleventh Draft“ (1999). Nach seinem Bachelor-Abschluss arbeitete er vier Jahre lang als Lehrer an einer High School und schrieb parallel dazu Erzählungen. Die Veröffentlichung der Erzählung „The OD and Hepatitis Railroad or Bust“ in der North American Revue brachte ihm 1972 die Aufnahme in einen Schreibworkshop der University of Iowa.
An der University of Iowa nahm er erneut das Studium auf und erwarb 1977 einen Doktorgrad (Ph.D.) in englischer Literatur des 19. Jahrhunderts. Außerdem besuchte er den Writers Workshop derselben Universität unter der Leitung von John Irving, der zu seinem Mentor wurde. Neben seiner schriftstellerischen Tätigkeit lehrte Boyle seit 1978 Englisch an der University of Southern California, seit 1986 als ordentlicher Professor. Seine Erzählungen und Kurzgeschichten erscheinen regelmäßig in wichtigen amerikanischen Zeitschriften. Seit 2009 ist er Mitglied der American Academy of Arts and Letters.
Boyle meinte 2025 nach 3 Monaten Präsidentschaft Trump „Ich wünschte nur, ich hätte den amerikanischen Faschismus nicht jeden Tag direkt vor der Nase.“ Der Präsident sollte ein Funktionär sein wie Biden und nicht jeden Tag auf der Titelseite. Präsidenten sollten stattdessen hinter den Kulissen das Leben der Menschen verbessern.
Boyle ist seit 1974 mit Karen Kvashay verheiratet, mit der er drei Kinder hat (Kerrie, Milo und Spencer). Seit 1994 lebt er mit seiner Familie in Montecito bei Santa Barbara in Kalifornien, in einem von Frank Lloyd Wright erbauten Holzhaus.

## Werke
Boyle hat in Amerika dem historischen Roman zu neuem Ansehen verholfen. Seine Romane und Erzählungen basieren häufig auf gründlich recherchierten historischen Ereignissen und Persönlichkeiten, um die er mit viel Liebe zum Detail manchmal realistische – wie im Roman Riven Rock –, manchmal absurde – wie in der Erzählung I Dated Jane Austen – Geschichten erfindet.
Boyle betrachtet die Lektüre zeitgenössischer Autoren als eine der wichtigsten Grundlagen für schriftstellerisches Schaffen. Zu seinen Lieblingsautoren zählen Mary Flannery O’Connor, Gabriel García Márquez, E. L. Doctorow, Thomas Pynchon, Jorge Luis Borges und Julio Cortázar.

### Sammlungen von Kurzgeschichten
Boyle hat über 100 Kurzgeschichten veröffentlicht. Dementsprechend hat er auch mehrere Kurzgeschichtenbände publiziert. Sein erstes Buch war die Sammlung von Erzählungen Descent of Man (1979), dt. Tod durch Ertrinken (Üb. Anette Grube); HC: München/Hanser 1995, ISBN 3-446-16074-4 und TB: München/dtv 1997, ISBN 3-423-12329-X. Einige der Geschichten waren schon während seiner Collegezeit, wo er John Irving und Raymond Carver begegnet war, in Zeitschriften wie Esquire oder The Atlantic Monthly erschienen.
- Greasy Lake and Other Stories, 1985, dt. Greasy Lake und andere Geschichten (Üb. Ditte u. Giovanni Bandini u. a.), TB: München/dtv 1993, ISBN 3-423-11771-0.
- If the River Was Whiskey, 1989, dt. Wenn der Fluss voll Whisky wär (Üb. Werner Richter), TB: München/dtv 1994, ISBN 3-423-11903-9.
- Without a Hero, 1994, dt. Fleischeslust (Üb. Werner Richter), HC: München/Hanser 1999, ISBN 3-446-19772-9 und TB: München/dtv 2001, ISBN 3-423-12910-7.
- After the Plague, 2001, dt. Schluß mit cool. (Üb. Werner Richter), HC: München/Hanser 2002, ISBN 3-446-20126-2 und TB: München/dtv 2004, ISBN 3-423-13158-6.
- Tooth and Claw, 2005, dt. Zähne und Klauen. (Üb. Dirk van Gunsteren und Annette Grube), HC: München/Hanser 2008, ISBN 978-3-446-20995-4; Taschenbuchausgabe: dtv, München 2010; ISBN 978-3-423-21194-9
- Der Fliegenmensch und andere Stories (Üb. Werner Richter u. a.), TB: München/dtv 2001, ISBN 3-423-62048-X.

Daneben brachten der Maro Verlag sowie später die Büchergilde Gutenberg mehrere illustrierte kleine Sammlerauflagen der Reihen Das tolle Buch bzw. Die tollen Hefte mit Kurzgeschichten von Boyle heraus, wobei die älteren Ausgaben inzwischen nur noch antiquarisch erhältlich sind:
- The Arctic Explorer/Der Polarforscher (Üb. Werner Richter, Maro 1994)
- I Dated Jane Austen/Mein Abend mit Jane Austen (Üb. Werner Richter, Maro 1996)
- Rock & Roll Heaven/Der Hardrock-Himmel (Üb. Werner Richter, BG Gutenberg 2001)
- Swept Away/Windsbraut (Üb. Dirk van Gunsteren, BG Gutenberg 2008)

Die Kurzgeschichte „The Big Garage“ wurde 2007 von Uwe Nagel verfilmt (Die Große Werkstatt).
2010 erschien in Deutschland in einer Einzelausgabe mit Das wilde Kind eine längere Novelle, die sich mit der Geschichte des Wolfskindes Victor von Aveyron beschäftigt (dtv, München 2012, ISBN 978-3-423-14065-2). Ursprünglich war diese als Teil des Romans Talk Talk gedacht, wuchs sich jedoch nach Aussage Boyles zu einer „fiktionalisierte[n] … ins Mythische überhöhte[n] Geschichte“ aus. Wild Child ist die Titelgeschichte einer noch nicht vollständig übersetzten Sammlung von Erzählungen.
Boyle veröffentlicht abwechselnd jedes Jahr eine Kurzgeschichtensammlung und einen Roman.
Am 21. April 2011 erschien exklusiv im Magazin der Süddeutschen Zeitung Boyles Kurzgeschichte „Verlorene Heimat“. Der Text schildert die Rückkehr eines ukrainischen Paares in die Todeszone von Tschernobyl.
2018 erschienen Good Home Stories im Hanser Verlag, die von Anette Grube und Dirk van Gunsteren aus dem Englischen übersetzt wurden.
2020 erschien die deutsche Fassung von The Relive Box von 2017 im Hanser Verlag unter dem Titel Sind wir nicht Menschen. Die Taschenbuchausgabe erschien 2021 bei dtv.

### Romane
Boyle hat bis heute 18 Romane publiziert. Schon sein erster Roman Wassermusik (1982) wurde zu einem großen Erfolg. Boyle erzählt von zwei Expeditionen ins Innere Afrikas. Der schottische Afrikaforscher Mungo Park will unbedingt die Mündung des Niger erreichen und macht sich zu Beginn des 19. Jahrhunderts auf den Weg. Trotz mehrfacher Bemühungen scheitert er aber schließlich an den Umständen.
1984 erschien sein Roman Budding Prospects (dt. Grün ist die Hoffnung), die Schilderung diverser Widrigkeiten, denen drei Marihuana-Pflanzer in Kalifornien ausgesetzt sind, und ihr verzweifeltes Streben, unentdeckt zu bleiben.
Danach erschien World's End (1987), für den er den PEN/Faulkner Award für den besten Roman des Jahres erhielt – ein Querschnitt durch mehrere Phasen amerikanischer Geschichte.
In East Is East (1990) (dt. Der Samurai von Savannah) geht es um einen Halb-Japaner, der an der Küste von Georgia über Bord eines Frachters springt, um seinen amerikanischen Vater zu suchen. Parallel wird die Geschichte aus der Perspektive von Künstlern einer Kolonie erzählt, die dort ansässig sind. Die doppelte Perspektive zeigt eine Abfolge tiefer kultureller Missverständnisse zwischen den amerikanischen Künstlern, Beamten der Einwanderungsbehörden und dem Japaner.
Willkommen in Wellville (1993) spielt in einem vom Cornflakes-Erfinder John Harvey Kellogg gegründeten Sanatorium der Reichen in Battle Creek zu Beginn des 20. Jahrhunderts. In das Sanatorium gerät ein Paar, das sich wegen der aussichtslosen Suche nach wirklich gesunder Ernährung fast verliert. Es erinnert in seinen Grundzügen an Thomas Manns Der Zauberberg von 1924.
Für The Tortilla Curtain (dt. América) (1995) über mexikanische Einwanderer in den USA erhielt er den renommierten Prix Médicis Étranger.
In Riven Rock (1998) setzt die mutige und frauenbewegte Katherine Dexter alles daran, ihren schizophrenen und sexbesessenen Ehemann von seinen Dämonen zu befreien.
2000 veröffentlichte Boyle seinen bislang einzigen Science-Fiction-Roman Ein Freund der Erde, der parallel den gescheiterten Kampf von Umweltaktivisten in der Gegenwart und den zukünftigen Kampf der Menschheit ums Überleben nach der Klimakatastrophe erzählt.
T. C. Boyles neunter Roman Drop City (2003) setzt zwei ganz unterschiedliche Gesellschaften gegeneinander: Eine Hippiekommune in den ausgeflippten 70ern – Boyle hat hier eigene Erfahrungen (auch mit Drogenkonsum) verarbeitet – und andererseits eine Trappergesellschaft in Alaska, die aus der Zeit der Grenzlanderoberungen übrig geblieben zu sein scheint. Was allerdings beiden gemeinsam ist, ist neben der Ablehnung spießbürgerlicher Gesellschaft die klassische Rollenverteilung: Kochen ist auch bei den Hippies Frauenaufgabe, die Beschaffung notwendiger Güter und der Hüttenbau Männersache. Als sich die Hippies von Kalifornien in die Einsamkeit Alaskas flüchten, sind diverse Katastrophen vorbestimmt. Hier zeigt sich auch wieder Boyles Vorliebe für die Außenseiter der Gesellschaft.
Boyles zehnter Roman Dr. Sex (März 2005, im Original: The Inner Circle, Viking Books, 2004) schildert die Geschichte des amerikanischen Sexualforschers Alfred Charles Kinsey (1894–1956) aus der Sicht der fiktiven Figur John Milk.
Sein elfter Roman wurde 2006 in den USA und Deutschland unter dem gleichen Titel, Talk Talk, publiziert. Die Protagonistin ist eine gehörlose junge Lehrerin, die Opfer eines Identitätsdiebstahls wird. Der spannende Erzählbogen hat Züge eines Thrillers. Beeindruckend sind sowohl die Charakterisierung der drei Hauptfiguren als auch die Schilderung des amerikanischen Rechtssystems.
Im Februar 2009 erschien sein zwölfter Roman Die Frauen, zugleich auch in deutscher Übersetzung. Er schildert das Leben des berühmten amerikanischen Architekten Frank Lloyd Wright aus der Sicht eines fiktiven japanischen Assistenten und der vier Frauen, die sein Leben prägten. Angeregt wurde Boyle zu diesem Roman durch den Umstand, dass er seit 1993 in einem „Prairie House“ wohnt, das Frank Lloyd Wright entworfen hatte und das er behutsam restaurierte.
2011 wurde der Roman Wenn das Schlachten vorbei ist veröffentlicht. In diesem greift er wieder verschiedene seiner ältesten Themen auf. Protagonisten sind zwei Fraktionen von Umweltschützern. Diese liefern sich einen erbitterten Kampf auf den Channel Islands vor der Südküste von Kalifornien. Es geht um die Frage, ob man mit viel Geld versuchen soll, das Gleichgewicht des Ökosystems wiederherzustellen – was zwangsläufig die Ausrottung mehrerer Tierarten bedeutet – oder ob man das Töten um jeden Preis verhindert.
Auch seinen nächsten Roman San Miguel ließ er auf einer der Channel Islands spielen – auf der gleichnamigen San Miguel Island, der westlichsten der Inseln. Er behandelt hier die Biografie dreier unterschiedlicher Frauen und deren Leben auf der unwirtlichen Insel vom Ende des 19. Jahrhunderts bis in die Mitte des 20. Jahrhunderts.
Boyles Roman Hart auf Hart greift das Thema der Gewalt durch Einzelne auf: Sowohl Vater Sten als auch sein Sohn Adam nehmen für sich in Anspruch, andere töten zu dürfen, wenn sie sich durch sie bedroht fühlen. FAZ-Kritiker Jan Wiele sieht in dem Roman eine „halsbrecherische Fahrt auf dem Lost Highway“.
Im 2017 veröffentlichten Roman Die Terranauten verwendet Boyle Motive der Experimente von Biosphäre 2 und lässt eine fiktive zweite Forschungsgruppe von acht Personen das Experiment wiederholen, konsequenter als die Vorbilder es schafften.
Im 2019 erschienenen Roman Das Licht führt Boyle den Leser zurück in die 1960er-Jahre an die Harvard University in die Gruppe um Timothy Leary und die Anfänge der Drogenkultur, als man glaubte, mit Hilfe von LSD das Bewusstsein erweitern zu können. Im Prolog schildert er eine legendäre Episode aus dem Leben des LSD-Entdeckers Albert Hofmann: den “Bicycle Day”, an dem Hofmann einen LSD-Selbstversuch unternahm.
Der Roman Sprich mit mir (2021) spielt Ende der 1970er Jahre und erzählt von Primatenforschern und einem Schimpansen, der mit Menschen kommuniziert.
Für Herbst 2025 ist Boyles aktueller Roman No way Home angekündigt. Zwei Männer geraten wegen einer Frau aneinander. Die US-Ausgabe soll im Frühjahr 2026 erscheinen, deutsche und US-Ausgabe bei Hanser, was darauf hinweisen mag, wie wichtig der deutschsprachige Markt für den Autor geworden ist.

### Romane (Auswahl)
- Water Music. 1982.
  - Wassermusik. Aus dem Amerikanischen von Werner Richter. Rogner & Bernhard Verlag, Hamburg 1987, ISBN 3-8077-0224-5.
  - Wassermusik. Aus dem Amerikanischen von Dirk van Gunsteren. Carl Hanser Verlag, München 2014, ISBN 978-3-446-24324-8.
  - Wassermusik. Taschenbuchausgabe: dtv, München. Erscheinungstermin: 9. Dezember 2016; ISBN 978-3-423-21659-3.
- Budding Prospects. 1984.
  - Grün ist die Hoffnung. Aus dem Amerikanischen von Werner Richter. Deutscher Taschenbuch Verlag, München 1993, ISBN 3-423-11826-1.
  - Grün ist die Hoffnung. Aus dem Amerikanischen von Dirk van Gunsteren. Hanser Verlag 2016, ISBN 978-3-446-24594-5.
- World's End. 1987.
  - World's End. Aus dem Amerikanischen von Werner Richter. dtv, München 1992, ISBN 3-423-11666-8.
  - World's End Deutsch von Werner Richter. dtv, München 2007, ISBN 978-3-423-21030-0
- East is East. 1990.
  - Der Samurai von Savannah. Aus dem Amerikanischen von Werner Richter. Carl Hanser Verlag, München 1992, ISBN 3-446-16211-9.
- The Road to Wellville. 1993.
  - Willkommen in Wellville. Aus dem Amerikanischen von Anette Grube. Carl Hanser Verlag, München 1993, ISBN 3-446-17435-4.
- The Tortilla Curtain. 1995.
  - América. Aus dem Amerikanischen von Werner Richter. dtv, München 1998, ISBN 3-423-12519-5.
- Riven Rock. 1998.
  - Riven Rock. Aus dem Amerikanischen von Werner Richter. Carl Hanser Verlag, München 1998, ISBN 3-446-19477-0.
- A Friend of the Earth. 2000.
  - Ein Freund der Erde. Aus dem Amerikanischen von Werner Richter. Carl Hanser Verlag, München 2001, ISBN 3-446-19975-6.
- Drop City. 2003.
  - Drop City. Aus dem Amerikanischen von Werner Richter. Carl Hanser Verlag, München 2003, ISBN 3-446-20348-6.
  - Drop City. Taschenbuchausgabe: dtv, München 2009, ISBN 978-3-423-21113-0
- The Inner Circle. 2005.
  - Dr. Sex. Aus dem Amerikanischen von Dirk van Gunsteren. Carl Hanser Verlag, München 2005, ISBN 3-446-20566-7.
  - Dr. Sex. Taschenbuchausgabe: dtv, München 2007, ISBN 978-3-423-20981-6.
- Talk Talk. 2006.
  - Talk Talk. Aus dem Amerikanischen von Dirk van Gunsteren. Carl Hanser Verlag, München 2006, ISBN 3-446-20758-9.
  - Talk Talk. Taschenbuchausgabe: dtv, München 2013, ISBN 978-3-423-14205-2.
- The Women. Viking, New York 2009.
  - Die Frauen. Aus dem Amerikanischen von Dirk van Gunsteren, Kathrin Razum, Carl Hanser Verlag, München 2009, ISBN 978-3-446-23269-3.[3]
  - Die Frauen. Taschenbuchausgabe: dtv, München 2012, ISBN 978-3-423-21384-4.
- When the Killing's Done. Viking, New York 2011, ISBN 978-0-670-02260-1.
  - Wenn das Schlachten vorbei ist. Aus dem Amerikanischen von Dirk van Gunsteren. Carl Hanser Verlag, München 2012, ISBN 978-3-446-23734-6.
  - Wenn das Schlachten vorbei ist. Taschenbuchausgabe: dtv, München 2016, ISBN 978-3-423-21625-8.
- San Miguel, Viking, New York 2012, ISBN 978-0-670-02629-6.[12]
  - San Miguel, Aus dem Amerikanischen von Dirk van Gunsteren. Carl Hanser Verlag, München 2013, ISBN 978-3-446-24323-1.[13]
  - San Miguel. Taschenbuchausgabe: dtv, München 2016, ISBN 978-3-423-21639-5
- The Harder They Come, Ecco, New York 2015, ISBN 978-0-06-234937-8.
  - Hart auf Hart. Aus dem Amerikanischen von Dirk van Gunsteren, Carl Hanser Verlag, München 2015, ISBN 978-3-446-24737-6.
  - Hart auf Hart. Taschenbuchausgabe: dtv, München 2016, ISBN 978-3-423-14515-2.
- The Terranauts. Ecco, New York City 2016,[14] ISBN 978-0-06-234940-8.
  - Die Terranauten. Aus dem Amerikanischen von Dirk van Gunsteren, Carl Hanser Verlag, München 2017, ISBN 978-3-446-25386-5.
- Outside Looking In. Ecco, New York 2019, ISBN 978-0-06-288298-1.
  - Das Licht. Aus dem Amerikanischen von Dirk van Gunsteren, Carl Hanser Verlag, München 2019, ISBN 978-3-446-26164-8.
  - Das Licht. Hörbuch, der Hörverlag 2019, Sprecher Florian Lukas, ISBN 978-3-8445-3245-6
- Talk to Me. Bloomsbury, London 2021, ISBN 978-1-5266-3000-1.
  - Sprich mit mir. Aus dem Amerikanischen von Dirk van Gunsteren, Carl Hanser, München 2021, ISBN 978-3-446-26915-6.
- Blue Skies. Bloomsbury Publishing, London 2023, ISBN 978-1-5266-5969-9
  - Blue Skies. Aus dem Amerikanischen von Dirk van Gunsteren, Carl Hanser, München 2023, ISBN 978-3-446-27689-5.

## Publikumsarbeit

### Lesungen
T. C. Boyle verbringt viel Zeit mit öffentlichen Lesungen; er sagt über sie, er wolle dem Publikum eine „wirklich gute Show“ abliefern. Im Oktober 2003 und vor allem im Mai 2005 konnte er bei seinen Lesereisen durch Deutschland große Säle wie das Deutsche Theater in Göttingen oder das Kölner E-Werk füllen. Im März 2009 war er erneut in Deutschland, um seinen neuen Roman Die Frauen vorzustellen. 2017 war er wiederholt in Deutschland und Europa mit seinem Roman Die Terranauten auf Lesereise. Er liest ausschließlich auf Englisch, meist tritt er jedoch in Begleitung eines deutschen Künstlers oder Journalisten auf, der die von ihm vorgetragenen Passagen auf Deutsch wiederholt oder eine anschließende Passage vorträgt. Im Rahmen einer Lesereise zu seinem Roman Das Licht gastierte Boyle am 9. Februar 2019 im ausverkauften Schauspiel in Frankfurt am Main.

### Internet
Boyle nutzt das Internet sowohl für die Vermarktung der eigenen Werke wie auch für den Dialog mit den Lesern – „What's New“ oder „Frequently Asked Questions“. Er hat für jedes seiner 16 Bücher eine Einleitung geschrieben und auf seiner Website veröffentlicht.

## Zitate
- Literature can be great in all ways, but it's just entertainment.[15]

„Literatur kann in jeder Hinsicht großartig sein, aber sie ist nur Unterhaltung.“
- Comedy is my mode of dealing with tragedy and despair.[16]

„Komik ist meine Art, mit Tragik und Verzweiflung umzugehen.“

## Auszeichnungen
- 2014 erhielt Boyle den hoch dotierten Rea Award for the Short Story.
- 1988: PEN/Faulkner Award[17]